# Saint-Maur-des-Fossés-Centre (tổng)
Tổng Saint-Maur-des-Fossés-Centre là một tổng thuộc tỉnh Val-de-Marne trong vùng Île-de-France của Pháp.

## Các xã
Tổng Saint-Maur-des-Fossés-Centre bao gồm trung tâm xã Saint-Maur-des-Fossés. Xã này được chia thành 2 tổng khác: tổng Saint-Maur-des-Fossés-Ouest và tổng Saint-Maur-La Varenne.
| Xã                    | Dân số | Mã bưu chính | Mã insee |
| --------------------- | ------ | ------------ | -------- |
| Saint-Maur-des-Fossés | 75.214 | 94 100       | 94 068   |

## Thông tin nhân khẩu
| 1962                                                     | 1968 | 1975 | 1982 | 1990   | 1999   |
| -------------------------------------------------------- | ---- | ---- | ---- | ------ | ------ |
|                                                          |      |      |      | 31.767 | 29.686 |
| Nombre retenu à partir de 1962 : dân số không tính trùng |      |      |      |        |        |